# Hornstaader Gruppe
Die Hornstaader Gruppe ist eine archäologische Kultur des mitteleuropäischen Jungneolithikums. Sie ist am Bodensee verbreitet von 3919 bis ca. 3870 v. Chr., wo sie von der Pfyner Kultur abgelöst wird. Sie kann als die Initialphase der Pfyner Kultur bezeichnet werden. Eponymer Fundort ist die Feuchtbodensiedlung Hornstaad-Hörnle in Gaienhofen, DE.

## Charakteristika

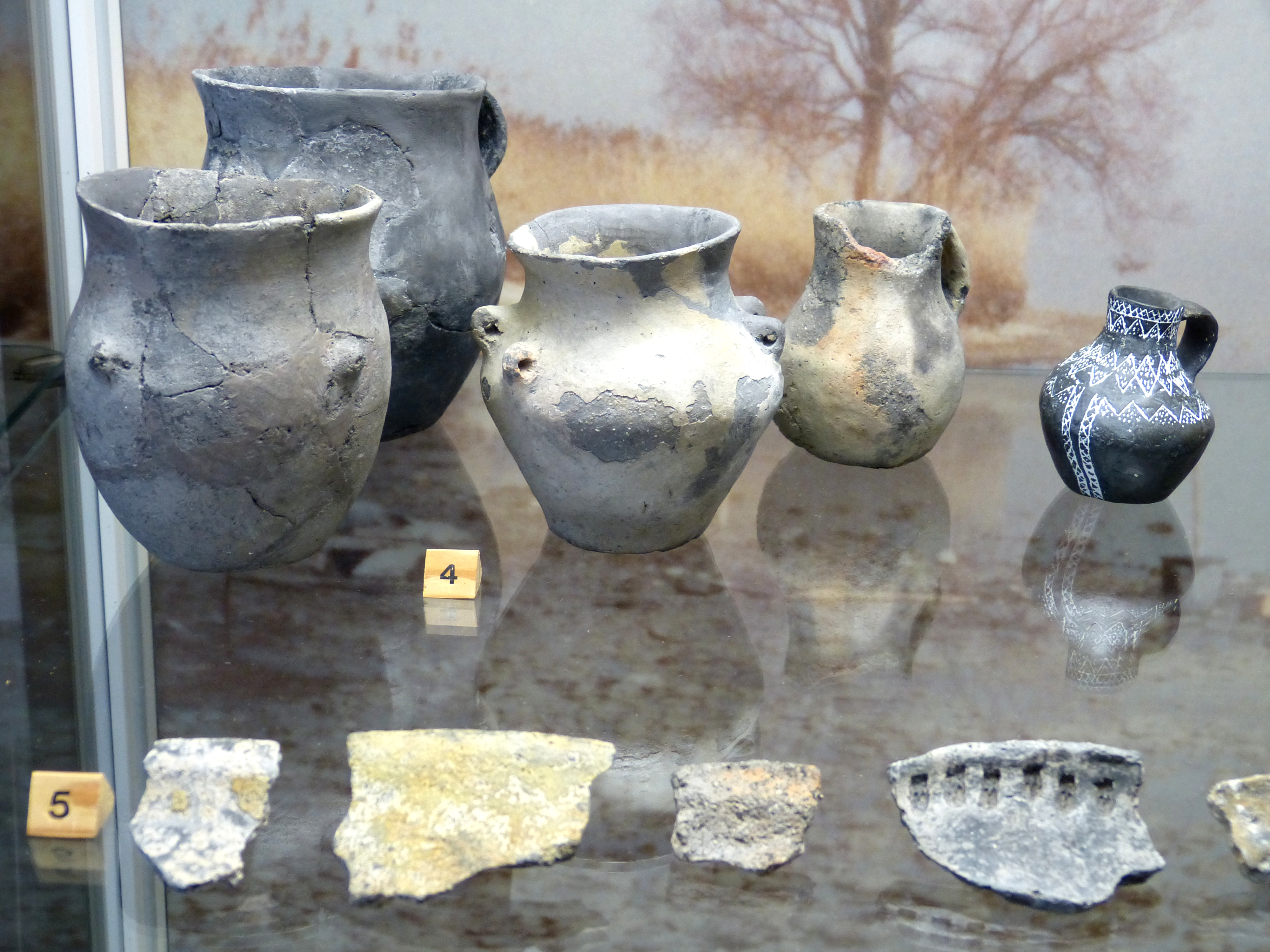
Gefäße aus Hornstaad-Hörnle im Museum Gaienhofen

Die Hornstaader Gruppe wird definiert über die produzierte Keramik und Schmuckgegenstände. Zum typischen Schmuckinventar gehören Kalkröhrenperlen und Muscheln, Glisperlen und Kettenschieber aus rotem Gestein.
Die Menschen lebten in Feuchtbodensiedlungen, welche auf Pfählen in den Strandplatten konstruiert wurden. Die Gebäude sind durchschnittlich ca. 27 m2 groß und waren vermutlich Allzweckhäuser, mit Wohn- und Arbeitsräumen, wo zum Beispiel Getreide gemahlen wurde. In ihrer Organisation ist keine Struktur erkennbar.
Weiträumige Fernkontakte konnten insbesondere in Hornstaad-Hörnle-IA nachgewiesen werden: Rohmaterialien aus den Südvogesen, fertige Steinbeile aus dem Basler Raum, Keramik, wie sie in den Lutzengüetle, Schussenrieder und Michelsberger Keramikgruppen aus dem heutigen Süddeutschland produziert wird. Der gefundene Schmuck wie Kalkröhrenperlen, Perlen vom Typ Glis oder Kettenschieber aus rotem Geröll ist typisch für diverse Kulturgruppen aus der heutigen Schweiz: das Cortaillod, Typ Chamblandes, die Schaffhausener oder Wauwiler Gruppe aus dem Alpenvorland und Jurabogen. Man kann die Hornstaader Gruppe als multikulturellen, hochmobilen Komplex sehen, mit diversen Einflüssen aus verschiedenen Himmelsrichtungen.
Die Landschaft wurde wohl brandgerodet, um neue Ackerflächen zu schaffen. Dominante Getreidearten sind Hartweizen in Hornstaad-Hörnle IA, und Einkorn in Sipplingen-Osthafen. In Sipplingen wurde es wahrscheinlich nur als Sommergetreide angebaut.

## Kontext und Entwicklung
Vor der Hornstaader Gruppe gab es noch keine Feuchtbodensiedlungen am Bodensee. Sie folgt auf die Mineralbodensiedlungen der Epirössener und Michelsberger Kultur, wobei letztere die Hornstaader Gruppe überdauert.
Die Siedlungen der Hornstaader Gruppe tauchen innerhalb weniger Jahre auf. Die ältesten Siedlungen stammen aus den Jahren 3917 bzw. 3919 in Hornstaad-Hörnle sowie Sipplingen-Osthafen. In Sipplingen ist belegt, dass die Bäume aus früheren Wuchsbeständen stammen, die Siedlungsaktivitäten um 3950 belegen. Ein weiterer Hinweis auf Siedlungskontinuität sind Eschen, die in den 3960ern geschlagen wurden vom Pfahlfeld des Orkopfs.
Im Norden auf der Schwäbischen Alp gibt es die Schussenrieder Kultur, insbesondere um den Federsee herum. Einzelne Keramikfragmente finden sich auch am Bodensee. Direkt südlich des Bodensees in Richtung Alpenvorland findet sich sogenannte Lützengüetle-Keramik. Im schweizerischen Mittelland findet man die Hinterlassenschaften der Cortaillod-Kultur.
Gegen Ende entwickelt sich die Hornstaader Gruppe zur Pfyner Gruppe.

## Liste von Fundstellen
- Hornstaad-Hörnle IA
- Sipplingen-Osthafen Schicht 1/2
- Nußdorf-Seehalde
- Konstanz-Hinterhausen I